# Анастасіос Хрістоманос
Анастасіос Хрістоманос (грец. Αναστάσιος Χρηστομάνος, 8 березня 1841, Відень — 1906) — грецький хімік, засновник науки хімії в Греції.

## Біографічні відомості
Анастасіос Хрістоманос народився у Відні 1841 року. Походив із аристократичної сім'ї Манос, яка після смерті Христоса Маноса змінили прізвище на Христоманос. Ранні роки пройшли у місті Мельник (сучасна Болгарія). 1855 року родина переїхала до Відня. 1858 року отримав атестат про завершену середню освіту у професійній кваліфікаційній школі Відня та вирішив здавати вступні іспити до Віденського технічного університету, але вирушив до Берліна. Там він навчався від 1859 року, продовжив навчання в Карлсруе (до 1861 року), а завершив зрештою Гейдельберзький університет.
1862 року повернувся до Греції і був призначений у Національний педагогічний коледж. З 1863 року працював на посаді професора, викладав хімію в Афінському університеті до 1906 року, обіймав посаду декана в період з 1897 по 1898 рік.
1866 року входив до складу Грецького комітету експертів, які стежили за вулканічною активністю в Неа-Камені, Санторіні. Під час свого перебування на Санторіні викладав загальну хімію. Того самого 1866 року він одружився з дочкою придворного лікаря Ліндермаєра. Із дружиною мав чотирьох синів і дочку. Син Константінос Христоманос став значним новогрецьким письменником. У період з 18 січня 1868 року по 1906 рік знову викладав загальну хімію в Афінському університеті.
1887 року Анастасіос Хрістоманос заснував лабораторію, відому як «Мегало Хіміо» (грец. Μεγάλο Χημείο) по вулиці Солона в Афінах, сам керував її будівництвом та оснащенням. Лабораторія відкрилася 1889 року. 24 жовтня 1895 року Анастасіос Хрістоманос спільно із вчителями Константіносом Міцопулосом, Георгіосом Аргіропулосом, Спірідоном Міліаракісом і Анастасіосом Дамвергісом представили меморандум з пропозицією створити Фізико-математичний інститут, об'єднавши факультети фізики і математики зі школою філософії. Об'єднання було завершене королівським указом від 3 червня 1904 року.

## Основні роботи
- Αναλυτικοί πίνακες , 1885
- Στοιχεία Χημείας" (δια την εκπαίδευσιν), 1887
- Ανόργανος και οργανική χημεία , τόμος Α΄, 1887
- Ανόργανος και οργανική χημεία , Τόμος Β΄, 1887
- Εισαγωγή εις την χημεία , 1891